# Tani Chōjirō
Det här är en artikel om en person med japanskt personnamn; Tani är familjenamnet.
Tani Chōjirō (谷 長治郎) född 1920 i Kōbe, Japan, död 11 januari 1998, var en framstående japansk karatemästare som på 1940-talet övertog huvudmannaskapet för Shitō-ryūstilen. 1949 grundade han Shūkōkai (修交会), vilken blivit en paraplyorganisation för olika Shitō-ryū-fraktioner av karate.

## Lärotid
Tani fick sin högre utbildning vid Doshisha universitet i Kyoto. Här påbörjade han även sin formella karateträning under Miyagi Chōjun, Gōjū-ryūstilens grundare. Efter några år återvände Miyagi till Okinawa och Shitō-ryūstilens grundare, Mabuni Kenwa, tog över undervisningen. Med hänsyn till sin vän, som han hade hjälpt när denne anlände till Japan, så lärde Mabuni sensei enbart ut Naha-te vid universitetets karateklubb. 
När han hade examinerats från universitetet, följde Tani Mabuni och började också lära sig Shuri-te. Slutligen satte Mabuni även in honom i Shitō-ryū-systemets utveckling. Efter många års träning under Mabuni och efter att ha blivit en av dennes mest seniora studenter, fick Tani motta efterträdar-certifikatet från honom och blev på så vis huvudman för Shitō-ryū, vilket också gjorde det möjligt att använda namnet Tani-ha Shitōryū (Tanigrenen av Shitōryū).

## Tani-ha Shitō-ryū
Tani tog tillvara och tillämpade sen tidigare existerande, men inte systematiserat bruk av bland annat dubbel höftvridning för att få snabbhet och explosivitet i hand- och bentekniker samt ett systematiskt fotavstamp för att ge en avsevärt bättre acceleration vid en rörelses eller förflyttnings inledning (kan liknas vid startblockens funktion vid sprintstart).

## Shūkōkai
1949, medan han fortfarande var gymnasielärare, grundade Tani en egen karateskola, som han kallade Shūkōkai. Själva namnet, som betyder ”Vänskapsklubben”, hade han dock använt redan 1946 på den första dōjōn i Kobe, där Tani lärde ut sin stil. . Vid Mabuni Kenwas död 1952, gick många av de äldre eleverna sin egen väg och vid den tiden lade Tani sig till med namnet som Mabuni förärat honom, Tani-ha Shitōryū. Hans stil fick sin nuvarande form i slutet av 50-talet, då den oftast gick under titeln Tani-Ha Shukokai WKF.
Tillsammans med två seniora studenter, Fujiwara och Fujitani, började han skapa det världsomspännande system, för vilket han nu är så väl ansedd. Tamas Weber var då en av de absolut första västerlänningar att utöva denna stil under Tani, vilket ledde till en tidig introduktion i Sverige. Initialt tränades därvid i en Shūkōkai dōjō på Högbergsgatan 49 i Stockholm. Tani besökte Webers klubb med ett större följe karateka en gång på 1970-talet i samband med att dōjōn flyttades till Webers nya större lokal på Sveavägen. Deltagande svenska elever med japanska kunskaper förärades ett exemplar var av Tanis utförliga instruktionsbok.
Redan i slutet av 1960-talet hade dock stilorganisationen under ledning av flera höggraderade elever börjat att splittras och de grundprinciper som hade gett stilen sin unika karaktär med en aldrig tidigare skådad explosivitet, snabbhet och effektivitet förvandlades till en mer "allmän" karateform.
När Tani sensei avled tidigt 1998, hade han lämnat sitt system i Hanshi Kawata Shigemasas kapabla händer, grundare av Seikūkai, ett av flera sub-system till Shūkōkai. Tani Chōjirō räknas bland 1900-talets stora mästare inom karate.